# Teocentryzm
Teocentryzm (z gr. Θεός, theos – bóg i z łac. centrum – środek) – pogląd uznający Boga/bogów za przyczynę i cel istnienia wszystkich bytów. Bóg (bogowie) uważany jest za byt zewnętrzny wobec wszechświata, działający stale, wzywający do życia duchowego w łączności ze swoją osobą i reagujący na aktywność ludzi.
W planie etycznym bóg (bogowie) jest utożsamiany z najwyższą wartością. Religie monoteistyczne: judaizm, chrześcijaństwo i islam są teocentryczne, jednak ze względu na odmienne podejście doktrynalne i ewolucję myśli filozoficznej na przestrzeni dziejów różnie interpretują stosunek idei teocentrycznych do praktyki życia społecznego i indywidualnego. 
Teocentryzm występował w starożytnych filozofiach religii i myśli wielu filozofów:
Platon w Republice tworzy pojęcie "pierwszej przyczyny wszelkiego istnienia i wszelkiej wiedzy", "Najwyższego dobra", a Arystoteles pojęcie "pierwszego poruszyciela" wszystkich rzeczy, "tego, który porusza wszystko, sam pozostając w bezruchu" - te pojęcia greckiej filozofii wywarły znaczny wpływ na chrześcijańskie, muzułmańskie i żydowskie pojęcia Boga osobowego. Plotyn posuwa się dalej na tej drodze myślenia i głosi, że myśl musi pozostać w tyle za tym, co nazywa "Jednem".
Teocentryzm był głoszony przez Kościół katolicki w okresie średniowiecza, gdy nauka i filozofia miały pomagać w głoszeniu oficjalnej doktryny kościelnej. Zgodnie z filozofią teocentryzmu prawie wszystkie przejawy ludzkiej twórczości artystycznej miały na celu głoszenie potęgi Boga.